# Ectobius punctatissimus
Ectobius punctatissimus är en kackerlacksart som beskrevs av Willy Adolf Theodor Ramme 1922. Ectobius punctatissimus ingår i släktet Ectobius och familjen småkackerlackor. Inga underarter finns listade i Catalogue of Life.